# Rhissa Ag Boula
Rhissa Ag Boula es un político tuareg nigerino y exlíder de facciones rebeldes en las insurgencias tuareg de 1990-1996 y 2007-2009. Fue Ministro de Turismo de Níger de 1996 a 1999 y nuevamente de 1999 a 2004. Su arresto, acusado de asesinato en 2004, precipitó el conflicto armado entre sus partidarios y el gobierno de Níger. Se volvió un líder político tras la paz de 1995, se unió nuevamente a una facción rebelde extranjera en 2007, creó su propia facción extranjera en 2008 y se unió al proceso de paz en 2009. En 2010 fue detenido nuevamente tras regresar a Níger. En 2023 anunció la creación del Consejo de Resistencia para la República, cuyo objetivo era derrocar a la junta y restaurar a Bazoum en el cargo. También dijo que apoyaba la intervención internacional de la CEDEAO y de otros actores para hacerlo.

## Actividad política

### Década de 1990-2000
Ag Boula fue líder del Frente para la Liberación de Aïr y Azaouak (FLAA) en la década de 1990, uno de los dos principales grupos rebeldes en el conflicto. Rhissa y Mano Dayak se convirtieron en líderes conjuntos del frente combinado que negoció un acuerdo de paz con el gobierno nigerino, la Organización de Resistencia Armada (ORA). Después del acuerdo de paz de los «Acuerdos de Uagadugú» del 15 de abril de 1995 y el golpe de Estado en Níger de 1996, Ag Boula continuó su defensa política bajo el presidente golpista Ibrahim Baré Maïnassara y fue nombrado Ministro de Turismo de Níger entre 1997 y abril de 1999. En este cargo, abogó por un mayor turismo internacional en la Región de Agadez. Tras el golpe de 1999 y el regreso a la democracia, fue nombrado nuevamente (1999-2004) ministro de Turismo durante la presidencia de Mamadou Tandja. Ag Boula formó parte del Ejecutivo del partido Unión para la Democracia y el Progreso Social-Amana desde su fundación en 1990 hasta 2005, y fue presidente del partido entre 2005 y 2008.

### Arresto en 2004
En 2004 fue señalado como cómplice del asesinato del 26 de enero del activista del partido gobernante MNSD, Adam Amangue, en Tchirozerine. Ag Boula fue destituido como ministro el 13 de febrero y el 14 de julio declarado culpable de ordenar el asesinato a otros tres hombres. A partir de julio de 2005, varios ex insurgentes tuareg, liderados por el hermano de Rhissa, Mohamed Ag Boula, iniciaron una serie de ataques en el norte, que culminaron con el secuestro de tres policías nigerinos y un soldado, exigiendo la liberación del exministro. Una negociación libia resultó en la liberación provisional de Ag Boula en marzo de 2005, un mes después de la liberación segura de los rehenes.

### Rebelión de 2007-2009
En 2007 estalló una nueva rebelión en el norte de Níger, en parte alegando que no se estaban respetando los acuerdos de 1995. Al principio, Ag Boula intentó mediar en nombre de los rebeldes exiliados en Europa. En enero de 2008 anunció que se uniría al movimiento rebelde, lo que provocó la condena por parte del gobierno de Niamey. Se retiró la libertad provisional de Ag Boula por los cargos de 2004 y un tribunal lo condenó en rebeldía por asesinato. El 13 de julio de 2008, un tribunal nigerino lo condenó a muerte. A finales de 2008, Ag Boula anunció que estaba formando su propia facción del movimiento rebelde, las FFR. En 2009, las FFR se unieron al proceso de paz patrocinado por Libia que resultó en el fin del conflicto en mayo de 2009 y una amnistía general por los crímenes cometidos durante la insurgencia.

### Década de 2010
Tras el golpe de Estado del 18 de febrero de 2010 contra el gobierno de Níger, Ag Boula y otros exlíderes rebeldes regresaron a Niamey, presionando a la junta para que acelerara la reintegración de los ex rebeldes. El 29 de marzo, Ag Boula fue arrestado en Niamey, junto con Kindo Zada, un mayor del ejército que desertó y se pasó a los rebeldes en 2007. La prensa supuso que ambos estuvieron investigados por delitos no relacionados con la rebelión de 2007-2009.
El 4 de diciembre de 2010, el Tribunal Penal de Niamey desestimó los cargos contra él y quedó libre de toda sospecha.[cita requerida]
En enero de 2011, Ag Boula fue elegido Consejero Regional de Agadez para un mandato de cuatro años, y en septiembre de 2011 fue nombrado asesor del Presidente de la República, Mahamadou Issoufou.
En septiembre, se informó que se vio a Ag Boula liderando un gran convoy que entraba en Níger desde Libia y que constaba de más de una docena de camionetas con tropas libias bien armadas. Ag Boula negó estar en el convoy.
Se opuso a la rebelión de Azawad en Mali en 2012.

### Golpe de Estado en Níger de 2023
Tras el golpe de Estado en Níger de 2023, Ag Boula anunció la formación de un Consejo de Resistencia para la República (CRR), cuyo objetivo era derrocar a la junta militar de Níger y restaurar a Mohamed Bazoum como presidente de Níger, el 9 de agosto. También dijo que apoyaba la intervención internacional de la CEDEAO y de otros actores para poder hacerlo.